# Doulougou
Doulougou ist sowohl eine Gemeinde (französisch commune rurale) als auch ein dasselbe Gebiet umfassendes Departement im westafrikanischen Staat Burkina Faso, in der Region Centre-Sud und der Provinz Bazèga. Die Gemeinde hat in 35 Dörfern 26.738 Einwohner.